# Station Valnesfjord
Station Valnesfjord (Noors: Valnesfjord holdeplass)   is een halte in Valnesfjord in de gemeente Fauske in fylke Nordland in Noorwegen. De halte werd aangelegd bij de invoering van lokaal vervoer op  Nordlandsbanen tussen Bodø en Rognan. In 2013 werd de halte verder uitgebreid met een verlengd perron.